# Скала Бахирева
Скала Бахирева — мыс на западном берегу залива Находка. Расположен в Приморском крае, в окрестностях города Находки.
Северный входной мыс бухты Новицкого. Нанесена на карту экипажем шхуны «Восток» в 1860 году. Названа по фамилии М. К. Бахирева в 1890 году, который вместе с экипажем канонерской лодки «Бобр», где служил вахтенным начальником, участвовал в гидрографическом исследовании залива Америка.

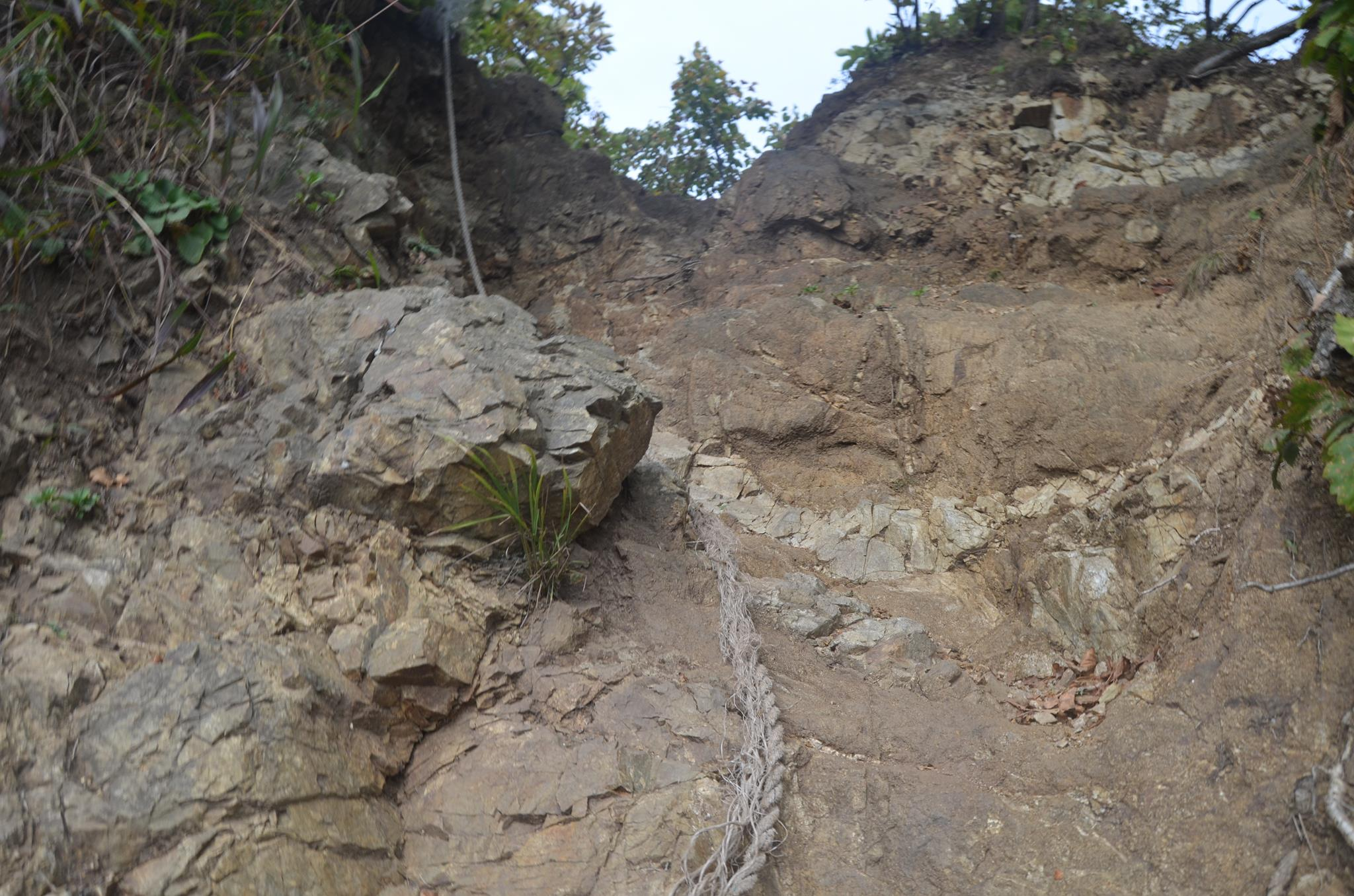
Спуск с материка к скале

Поверхность скалы наклонена к югу. К югу от скалы Бахирева вдаётся бухта Новицкого. Высота — 25,1 м, соединяется с материком узким перешейком, с севера и юга кажется островом с отвесными берегами. Скалу окаймляет осыхающий риф, к югу от которого стоит скала высотой 11,3 м.
В 2003 году на скале Бахирева было обнаружено поселение, состоявшее из 25 площадок жилищ: каменные орудия, фрагментов керамики, отщепы, относящиеся к эпохе раннего железа. По ведомости об уловах за 1926 год рыбный участок у скалы Бахирева арендовали сельские общества Сучанского райкресткома. Особо охраняемая природная территория рекреационного назначения «Бухта Бахирева» ныне утрачена (1998—2008). Генеральным планом Находкинского городского округа (2021) предусмотрено преобразование скалы Бахирева.